# Jüdische Gemeinde Nußloch
Die Jüdische Gemeinde in Nußloch, einer Gemeinde im Rhein-Neckar-Kreis in Baden-Württemberg, entstand im 17./18. Jahrhundert und existierte bis 1938.   

## Geschichte
In Nußloch werden erstmals 1712 Juden genannt. Die jüdische Gemeinde besaß eine Synagoge, eine Religionsschule und ein rituelles Bad (Mikwe). Im 18. Jahrhundert bestand vermutlich ein jüdischer Friedhof am Ort, dessen Lage nicht mehr bekannt ist. Die Toten der  jüdischen Gemeinde Nußloch wurden im 19. und 20. Jahrhundert in Heidelberg oder auf dem jüdischen Friedhof in Wiesloch beigesetzt. Die Gemeinde gehörte seit 1827 zum Bezirksrabbinat Heidelberg.

## Nationalsozialistische Verfolgung
Die letzten vier jüdischen Einwohner wurden im Oktober 1940 im Rahmen der sogenannten Wagner-Bürckel-Aktion nach Gurs deportiert.  
Das Gedenkbuch des Bundesarchivs verzeichnet zwölf in Nußloch geborene jüdische Bürger, die dem Völkermord des nationalsozialistischen Regimes zum Opfer fielen.

## Gemeindeentwicklung
| Jahr | Gemeindemitglieder                    |
| ---- | ------------------------------------- |
| 1825 | 51 Personen 2,9 % von 1770 Einwohnern |
| 1871 | 68 Personen                           |
| 1875 | 65 Personen 2,3 % von 2766 Einwohnern |
| 1900 | 41 Personen 1,3 % von 3100 Einwohnern |
| 1910 | 37 Personen 1,1 % von 3324 Einwohnern |
| 1933 | 21 Personen                           |
| 1938 | 10 Personen                           |
| 1940 | 4 Personen                            |